# یک عشق
«یک عشق» (اسپانیایی: Un Amor‎) یک تک‌آهنگ از گروه موسیقی جیپسی کینگز است که در ۸ نوامبر ۱۹۸۸ منتشر شد. این ترانه جزئی از آلبوم جیپسی کینگز است که در ۲۲ نوامبر ۱۹۸۸ منتشر شد.
بعدها نسخه‌ای از این ترانه توسط مایکل کاستالدو اجرا شد.